# Thestor strutti
Thestor strutti är en fjärilsart som beskrevs av Van Son 1951. Thestor strutti ingår i släktet Thestor och familjen juvelvingar. IUCN kategoriserar arten globalt som sårbar. Inga underarter finns listade i Catalogue of Life.